# Nephrotoma libra
Nephrotoma libra är en tvåvingeart som beskrevs av Alexander 1951. Nephrotoma libra ingår i släktet Nephrotoma och familjen storharkrankar. Inga underarter finns listade i Catalogue of Life.